# Ecuación de Tetens
La ecuación de Tetens es una ecuación para calcular la presión de vapor de saturación del agua sobre el líquido y el hielo. Lleva el nombre de su creador, O. Tetens, quien fue uno de los primeros meteorólogos alemanes. Publicó su ecuación en 1930, y aunque la publicación en sí es bastante oscura, la ecuación es ampliamente conocida entre los meteorólogos y climatólogos debido a su facilidad de uso y precisión relativa a temperaturas dentro de los rangos normales de las condiciones climáticas naturales.

## Fórmula
Monteith y Unsworth (2008) proporcionan la fórmula de Tetens para temperaturas superiores a 0 °C:
| Símbolo           | Nombre                         | Unidad |
| ----------------- | ------------------------------ | ------ |
| {\displaystyle T} | Temperatura                    | °C     |
| {\displaystyle P} | Presión de vapor de saturación | kPa    |

Según Monteith y Unsworth, "Los valores de presión de vapor de saturación de la fórmula de Tetens están dentro de 1 Pa de valores exactos de hasta 35 °C".
Murray (1967) proporciona la ecuación de Tetens para temperaturas por debajo de 0 °C:
| Símbolo           | Nombre                         | Unidad |
| ----------------- | ------------------------------ | ------ |
| {\displaystyle T} | Temperatura                    | °C     |
| {\displaystyle P} | Presión de vapor de saturación | kPa    |